# Mitt i naturen
Mitt i naturen är ett TV-program om natur i Sverige och världen som startades 1980.

## Historik
Programmet producerades vid starten av SVT Sundsvall, region Mitt. Det första programmet spelades in 16 januari 1980, och innehöll bland annat tittarnas egna filmer. Under de första åren spelades exteriörerna in vid torpet Armplågan utanför Sundsvall, medan torpets interiör byggdes upp i en studio. 2005 flyttades produktionen till SVT Umeå.
1996 bytte programmet tillfälligt namn till Naturens Eko när Mitt i naturen, som sändes i TV2, slogs ihop med TV1:s naturprogram Ett med naturen. Därefter visades både svensk och utländsk naturfilm i programmet. Namnet Mitt i naturen återkom dock efter en säsong. 1998 delades programmet upp igen när de längre dokumentärfilmerna fick en egen sändningstid i programmet Mitt i naturen - film, som sedan 2003 går under namnet Naturfilm.
Programmet använde länge Chariots of Fire av Vangelis som signaturmelodi.
Programmet har ändrat skepnad genom åren men ett ständigt återkommande inslag är så kallade tittarfilmer, amatörfilmade sekvenser av händelser i naturen.

## Programledare
Sedan starten har följande personer lett programmet:
- 1980–1989 • Bertil "Bisse" Wahlin och Gunnar Arvidson
- 1989–1997 • Jan Danielson och Lena Liljeborg
- 1997–1999 • Jan Danielson och Charlotte Permell
- 2000–2003 • Jan Danielson och Linda Olofsson
- 2003–2005 • Linda Olofsson
- 2005–2011 • (2012 Mitt i naturen Uganda) Martin Emtenäs
- 2012–2014 • Martin Emtenäs och Yvette Hermundstad
- 2015–2016 • Anders Lundin, Joakim Odelberg och Magdalena Forsberg[2]
- 2017 • Joakim Odelberg, Anders Lundin och Linda Olofsson[1]